# Piotr Giza
Piotr Giza (Krakkó, 1980. február 28. –) lengyel válogatott labdarúgó. A lengyel válogatott tagjaként részt vett a 2006-os világbajnokságon.

## Pályafutása

### Klubcsapatokban
A pályafutását 1997-ben kezdte a  Wisła Krakówban, ahonnan 1999-ben eligazolt a Świt Krzeszowicébe. A 2002–03-as szezonra a  Cracovia szerződtette. 2004 júliusában debütált a lengyel Ekstraklasában. 2002 és 2007 között összesen 134 mérkőzést játszott a Cracovia színeiben, és 29 gólt szerzett. A 2007–08-as szezonra a Legia Warszawához igazolt, és 2008-ban lengyel kupagyőztes és a szuperkupa-győztes is lett. A 2010–11-es szezon második felére  visszakerült a Cracovia Krakówhoz. A sérülések miatt azonban 2012-ben befejezte a profi pályafutását.
Ezt követően játékos-edző volt a Jubilat Izdebnik és a Skawinka Skawina együttesénél. 2022 elején elnyerte az Év edzője címet a Kis-Lengyelországi Labdarúgó Szövetség és a Gazeta Wyborcza Kraków népszavazásán.

### A válogatottban
Összesen öt mérkőzésen szerepelt a lengyel válogatottban. A lengyel válogatott tagjaként részt vett a 2006-os világbajnokságon.

### Edzőként
2011 után játékos-edző volt a Jubilat Izdebnik és a Skawinka Skawina együttesénél. 2019-től 2022. július 4-ig a Cracovia utánpótlás edzője volt, akikkel a Kis-Lengyelország 4. ligából a 3. liga IV. csoportjába került fel az első szezonban. 2022 elején elnyerte az Év edzője címet a Kis-Lengyelországi Labdarúgó Szövetség és a Gazeta Wyborcza Kraków szavazásán.

## Sikerei, díjai
Legia Warszawa
- Lengyel kupa (2): 2007–08, 2010–11
- Lengyel szuperkupa (1): 2008